# Ammannia robusta
Ammannia robusta là một loài thực vật có hoa trong họ Lythraceae. Loài này được Heer & Regel mô tả khoa học đầu tiên năm 1842.